# 威廉·理查德·托尔伯特
小威廉·理查德·托尔伯特（英語：William Richard Tolbert Jr.，1913年5月13日—1980年4月12日）是一名賴比瑞亞政治人物、真正独立党领袖，第20任利比里亚总统（1971—1980年），1980年在塞缪尔·多伊率领的政变中被谋害。
托尔伯特生于蒙特塞拉多州的利比里亚最大家族之一的美国黑人移民家庭。出身公務員，1934年获利比里亚学院法学和神学博士学位后，在财政部供应局任职十年。1943年凭真辉格党身份进入众议院，历任众议院赋税委员会、商业委员会和农业委员会主席。之后于1952年担任威廉·瓦坎納拉特·沙德拉奇·杜伯曼统治下的副总统和参议院议长，直到其岳父杜伯曼于1971年去世，继任总统。1960年和1965年先后当选为世界基督教浸礼会联盟副主席和主席，后任利比里亚浸礼会布道大会主席。托尔伯特在任期间，利比里亚先后与中华人民共和国、朝鲜民主主义人民共和国、德意志民主共和国等社会主义国家建立了外交关系。曾于1978年6月访问中华人民共和国。1980年在多伊领导的军事政变中被杀。

## 延伸阅读
- Republic of Liberia.  Republic of Liberia Presidential Papers: Second and Third Years of the Administration of President William R. Tolbert Jr.  Monrovia: Press Division of the Executive Mansion, 1975.